# Gaylord (Minnesota)
Gaylord ist eine Kleinstadt (mit dem Status „City“) und Verwaltungssitz des Sibley County im US-amerikanischen Bundesstaat Minnesota. Das U.S. Census Bureau hat bei der Volkszählung 2020 eine Einwohnerzahl von 2.273 ermittelt.

## Geografie
Gaylord liegt im mittleren Süden Minnesotas am südlichen Ufer des Titlow Lake, dem Quellsee des nördlichen Zweiges des in den Minnesota River mündenden Rush River. Die geografischen Koordinaten von Gaylord sind 44°33′11″ nördlicher Breite und 94°13′13″ westlicher Länge. Die Stadt erstreckt sich über eine Fläche von 4,1 km².
Benachbarte Orte von Gaylord sind New Auburn (14 km nördlich), Arlington (12,7 km nordöstlich), Henderson (26,1 km östlich), Lafayette (25,2 km südwestlich) und Winthrop (12,5 km westlich).
Die nächstgelegenen größeren Städte sind Minneapolis (106 km nordöstlich), Minnesotas Hauptstadt Saint Paul (118 km in der gleichen Richtung), Rochester (183 km ostsüdöstlich), Iowas Hauptstadt Des Moines (394 km südlich), Omaha in Nebraska (491 km südsüdwestlich), Sioux Falls in South Dakota (284 km südwestlich) und Fargo in North Dakota (384 km nordwestlich).

## Verkehr
Im Stadtgebiet von Gaylord treffen die Minnesota State Routes 5, 19 und 22 zusammen. Alle weiteren Straßen sind untergeordnete Landstraßen, teils unbefestigte Fahrwege oder innerörtliche Verbindungsstraßen.
In Nordost-Südwest-Richtung führt durch Gaylord eine Eisenbahnlinie der Minnesota Prairie Line, einer regionalen (Class III) Eisenbahngesellschaft.
Der nächste größere Flughafen ist der Minneapolis-Saint Paul International Airport (104 km ostnordöstlich).

## Demografische Daten
Nach der Volkszählung im Jahr 2010 lebten in Gaylord 2305 Menschen in 929 Haushalten. Die Bevölkerungsdichte betrug 562,2 Einwohner pro Quadratkilometer. In den 929 Haushalten lebten statistisch je 2,42 Personen.
Ethnisch betrachtet setzte sich die Bevölkerung zusammen aus 87,6 Prozent Weißen, 0,2 Prozent Afroamerikanern, 0,1 Prozent amerikanischen Ureinwohnern, 1,2 Prozent Asiaten sowie 9,6 Prozent aus anderen ethnischen Gruppen; 1,2 Prozent stammten von zwei oder mehr Ethnien ab. Unabhängig von der ethnischen Zugehörigkeit waren 23,0 Prozent der Bevölkerung spanischer oder lateinamerikanischer Abstammung.
27,0 Prozent der Bevölkerung waren unter 18 Jahre alt, 54,5 Prozent waren zwischen 18 und 64 und 18,5 Prozent waren 65 Jahre oder älter. 50,8 Prozent der Bevölkerung war weiblich.
Das mittlere jährliche Einkommen eines Haushalts lag bei 39.063 USD. Das Pro-Kopf-Einkommen betrug 20.289 USD. 18,6 Prozent der Einwohner lebten unterhalb der Armutsgrenze.